# Open de Bosnie-Herzégovine
L’Open de Bosnie-Herzégovine est une compétition de taekwondo organisée annuellement par la Fédération bosnienne de taekwondo.
Ce tournoi est un événement majeur dans le calendrier mondial du fait de son label « WTF-G1 ».

## Lieu des éditions
| Sarajevo |
| Zenica   |

## Palmarès hommes
| WTF-G1 | WTF-G1        | WTF-G1           | WTF-G1       | WTF-G1          | WTF-G1           | WTF-G1             | WTF-G1          | WTF-G1               |
| Année  | -54 kg        | -58 kg           | -63 kg       | -68 kg          | -74 kg           | -80 kg             | -87 kg          | +87 kg               |
| ------ | ------------- | ---------------- | ------------ | --------------- | ---------------- | ------------------ | --------------- | -------------------- |
| 2021   | Omar Salim    | Jack Woolley     | Hakan Reçber | Zaid Kareem     | Dmitry Artyukhov | Saleh Al-Sharabaty | Ivan Šapina     | Emre Kutalmis Atesli |
| 2019   | Josip Teskera | Adieni Bajrami   | Lovre Brečić | Nikola Vuckovic | Yusuf Kara       | Toni Kanaet        | Dinko Šegedin   | Nik Augustin         |
| 2015   | Max Cater     | Si Mohamed Ketbi | Lovre Brečić | Filip Grgic     | Julio Ferreira   | Luka Horvat        | Ahmad Mohammadi | Ali Sarı             |

## Palmarès femmes
| WTF-G1 | WTF-G1            | WTF-G1             | WTF-G1          | WTF-G1               | WTF-G1         | WTF-G1           | WTF-G1       | WTF-G1        |
| Année  | -46 kg            | -49 kg             | -53 kg          | -57 kg               | -62 kg         | -67 kg           | -73 kg       | +73 kg        |
| ------ | ----------------- | ------------------ | --------------- | -------------------- | -------------- | ---------------- | ------------ | ------------- |
| 2021   | Paula Antunovic   | Elif Ilgın Öztabak | Avishag Semberg | Patrycja Adamkiewicz | Petra Štolbová | Julyana Al-Sadeq | Nafia Kuş    | Dana Azran    |
| 2019   | Noor As Sadiq     | Paula Antunovic    | Kristina Tomić  | Kristina Beros       | Marija Stetic  | Nadja Savkovic   | Dora Marušić | Non disputé   |
| 2015   | Kyriaki Kouttouki | Georgia Barnes     | Fatma Saridogan | Dürdane Altunel      | Marina Sumić   | Ana Bajić        | Iva Radoš    | Violeta Babić |